# Dou Kyu Sei – Verliebt in meinen Mitschüler
Dou Kyu Sei – Verliebt in meinen Mitschüler (japanisch 同級生 Dōkyūsei, deutsch ‚Klassenkameraden‘) ist ein Manga von Asumiko Nakamura, der 2006/2007 in Japan erschien mit diversen Fortsetzungen. Er wurde in mehrere Sprachen übersetzt und 2016 als Anime für das Kino adaptiert.

## Inhalt
Der unbekümmerte Oberschüler Hikaru Kusakabe interessiert sich nur wenig fürs Lernen, lediglich für Musik begeistert er sich. Der ernste und gewissenhafte Rihito Sajo ist das Gegenteil von Kusakabe und Klassenbester. Doch beim Chorsingen bemerkt Kusakabe, dass Sajo nur die Lippen bewegt. Doch nicht weil er nicht singen mag, wie Kusakabe zunächst denkt, sondern weil Sajo die Noten von hinten nicht lesen kann. Denn Kusakabe findet seinen Klassenkameraden, wie er heimlich das Lied übt. Da bietet er Sajo an, ihm beim Singen zu helfen. Als das Singen schließlich gelingt, stellt Kusakabe Sajo zur Rede: Er übe doch nur, um den Lehrer Hara-Man zu beeindrucken. Dann küsst er Sajo unvermittelt und läuft davon. Als sich beide im Unterricht wieder treffen, ist Kusakabe Sajos Anwesenheit unangenehm. Doch tatsächlich wollte der mit dem Gesang doch Kusakabe beeindrucken, was er ihm nun endlich eingestehen kann.

## Veröffentlichung
Der Manga erschien in Akaneshinshas Manga-Magazin Opera Ausgabe 7/2006 bis 7/2007. Eine deutsche Übersetzung von Verena Maser kam im September 2019 bei Manga Cult auf heraus. Auf Englisch erschien er bei Seven Seas Entertainment sowie zeitweise bei Digital Manga Publishing, auf Französisch bei Boy’s Love IDP, auf Spanisch bei Ediciones Tomodomo, auf Italienisch bei Magic Press und auf Chinesisch bei Sharp Point Press.
Im Anschluss erschienen bis 2013 fünf Fortsetzungen:
| Titel              | Titel                               | Magazin-Ausgaben  | Sammelbände      | Sammelbände                                                     |
| ------------------ | ----------------------------------- | ----------------- | ---------------- | --------------------------------------------------------------- |
| Dōkyūsei           | 同級生 ‚Klassenkameraden‘           | 7/2006 – 7/2007   | 15. Februar 2008 | ISBN 978-4-87182-968-7                                          |
| Sotsugyōsei – Fuyu | 卒業生-冬- ‚Absolventen – Winter‘   | 1/2008 – 10/2008  | 28. Januar 2010  | ISBN 978-4-86349-128-1                                          |
| Sotsugyōsei – Haru | 卒業生-春- ‚Absolventen – Frühling‘ | 1/2009 – 8/2009   | 28. Januar 2010  | ISBN 978-4-86349-129-8                                          |
| Sora to Hara       | 空と原 ‚Himmel und Felder‘          | 12/2009 – 12/2011 | 19. Mai 2012     | ISBN 978-4-86349-292-9                                          |
| O.B.               | O.B. ‚Alumni‘                       | 4/2012 – 12/2013  | 15. Februar 2014 | ISBN 978-4-09-183777-6 (Band 1) ISBN 978-4-86349-411-4 (Band 2) |
| blanc              | blanc                               | Vol.67/2018 – …   |                  |                                                                 |

Diese wurden auch ins Italienische, Spanische und Chinesische übersetzt. Manga Cult bringt die Fortsetzungen seit Februar 2020 auf Deutsch heraus, als Sotsugyosei – Verliebt in meinen Mitschüler im Jahr 2020, Sora & Hara im April 2024 und O.B. als Dou Sou Sei – Was danach geschah im Mai und Juni 2024.

## Anime-Film
2016 entstand beim Studio A-1 Pictures eine Adaption des Mangas als Anime-Film. Bei der Produktion führte Shōko Nakamura Regie, die zusammen mit Akemi Hayashi auch das Drehbuch schrieb. Das Charakterdesign stammt von Akemi Hayashi und die künstlerische Leitung lag bei Chieko Nakamura. Die Musik komponierte Kōtarō Oshio. Das Abspannlied Dōkyūsei wurde komponiert von Kōtarō Oshio, getextet von Yuki Ozaki von der Band Galileo Galilei und von beiden gesungen.
Der Film kam am 20. Februar 2016 in die japanischen Kinos. Am 6. Mai des gleichen Jahres wurde er erstmals in den USA gezeigt, am 20. Mai folgte die Premiere in Taiwan. 2017 wurde der Anime im Rahmen des Akiba Pass Festivals von Peppermint Anime in Deutschland gezeigt.
| Rolle           | Japanische Sprecher (Seiyū) |
| --------------- | --------------------------- |
| Hikaru Kusakabe | Hiroshi Kamiya              |
| Rihito Sajō     | Kenji Nojima                |
| Tani            | Atsushi Kōsaka              |
| Manabu Hara     | Hideo Ishikawa              |